# バンウッズ・マイクロファイナンス
バンウッズ・マイクロファイナンス（英: VANWODS Microfinance）はバヌアツ共和国の首都ポートビラにあるグラミン銀行型のマイクロファイナンスNGO。「バンウッズ」という言葉は、「バヌアツ女性開発計画（The Vanuatu Women's Development Scheme）」の略である。1996年に同国政府と国際連合開発計画の支援を受けたパイロット事業として発足後、2001年にNGOとなった。